# Tor putitora
Cá Mahseer vàng (Danh pháp khoa học: Tor putitora) hay còn gọi là Putitor mahseer, Himalaya mahseer là một loài cá trong họ cá chép Cyprinidae, thuộc về chi Tor và được gọi là các loài Cá Mahseer, phân bố ở khu vực Himalaya và Nam Á, từ Iran về phía nam tới Sri Lanka, và về phía đông tới Thái Lan. Chúng là một loài nguy cấp, có nguy cơ bị tuyệt chủng do mất môi trường sống và đánh bắt quá mức. 

## Đặc điểm
Cá Mahseer vàng được phát hiện ở các dòng suối có nước chảy mạnh, các hồ ven sông. Chúng loài lớn nhất trong các loài cá Mahseer, và có thể dài tới 2,75 mét và nặng 54 ký, nhưng những cá thể cá bắt được ngày nay nhỏ hơn nhiều. Giống như những loài cá chép khác, nó là loài ăn tạp, nó ăn không chỉ rong tảo, giáp xác, côn trùng, ếch nhái, cá khác, mà còn ăn trái cây rụng từ trên xuống. 

## Giá trị
Nó là loài cá câu thể thao nổi tiếng, hiện nó bị đe dọa bởi mất môi trường sống, sự ô nhiễm môi trường và đánh bắt quá mức, và được đánh giá là suy giảm 50%. Cá mahseer có giá cao, và là loài cá có tiềm năng để nuôi như một loài cá thực phẩm được ưa thích. Ngoài việc được đánh bắt thể thao, nó cũng là một phần của đánh bắt cá thương mại và ngành nuôi cá cảnh. Đây là một trong những loài cá câu thể thao được săn đuổi bởi các tay câu từ khắp thế giới.